# Leioproctus hackeri
Leioproctus hackeri är en biart som först beskrevs av Cockerell 1918.  Leioproctus hackeri ingår i släktet Leioproctus och familjen korttungebin. Inga underarter finns listade i Catalogue of Life.